# Joyce King
Joyce King (Sydney, 1º settembre 1920 – 10 giugno 2001) è stata una velocista australiana, vincitrice della medaglia d'argento nella staffetta 4×100 alle Olimpiadi di Londra 1948 in squadra con Shirley Strickland, June Maston e Elizabeth McKinnon.
Nello stesso anno fu campionessa nazionale sulle 100 e 220 iarde.